# Milwaukee Bucks 2004-2005
La stagione 2004-05 dei Milwaukee Bucks fu la 37ª nella NBA per la franchigia.
I Milwaukee Bucks arrivarono quinti nella Central Division della Eastern Conference con un record di 30-52, non qualificandosi per i play-off.

## Roster
| N° | Naz.                   | Ruolo | Sportivo         | Anno | Alt. | Peso |
| -- | ---------------------- | ----- | ---------------- | ---- | ---- | ---- |
| 5  | Stati Uniti (bandiera) | G     | Anthony Goldwire | 1971 | 185  | 83   |
| 5  | Stati Uniti (bandiera) | G     | Eddie House      | 1978 | 185  | 82   |
| 7  | Croazia (bandiera)     | A     | Toni Kukoč       | 1968 | 208  | 87   |
| 8  | Stati Uniti (bandiera) | A     | Joe Smith        | 1975 | 208  | 102  |
| 12 | Stati Uniti (bandiera) | G     | Kendall Gill     | 1968 | 196  | 88   |
| 13 | Stati Uniti (bandiera) | G     | Mike James       | 1975 | 188  | 85   |
| 15 | Porto Rico (bandiera)  | C     | Daniel Santiago  | 1976 | 216  | 116  |
| 20 | Stati Uniti (bandiera) | G     | Erick Strickland | 1973 | 191  | 95   |
| 21 | Stati Uniti (bandiera) | A     | Marcus Fizer     | 1978 | 206  | 119  |
| 22 | Stati Uniti (bandiera) | G     | Michael Redd     | 1979 | 198  | 100  |
| 24 | Stati Uniti (bandiera) | A     | Desmond Mason    | 1977 | 201  | 102  |
| 25 | Stati Uniti (bandiera) | G     | Mo Williams      | 1982 | 185  | 84   |
| 27 | Georgia (bandiera)     | C     | Zaza Pachulia    | 1984 | 211  | 109  |
| 31 | Stati Uniti (bandiera) | A     | Zendon Hamilton  | 1975 | 211  | 113  |
| 34 | Stati Uniti (bandiera) | G     | Reece Gaines     | 1981 | 198  | 93   |
| 44 | Stati Uniti (bandiera) | A     | Keith Van Horn   | 1975 | 208  | 100  |
| 50 | Paesi Bassi (bandiera) | C     | Dan Gadzuric     | 1978 | 211  | 109  |
| 52 | Stati Uniti (bandiera) | C     | Calvin Booth     | 1976 | 211  | 104  |

## Staff tecnico
- Allenatore: Terry Porter
- Vice-allenatori: Jim Boylen, Jerome Kersey, Bob Ociepka, Mike Schuler